# Mauro Zuliani
Mauro Zuliani (Milán, Italia, 23 de julio de 1959) es un atleta  retirado, especializado en la prueba de 4x400 m en la que llegó a ser medallista de bronce olímpico en 1980.

## Carrera deportiva
En los JJ. OO. de Moscú 1980 ganó la medalla de bronce en los relevos 4x400 metros, con un tiempo de , llegando a la meta tras la Unión Soviética (oro) y Alemania del Este (plata), siendo sus compañeros de equipo: Roberto Tozzi, Stefano Malinverni y Pietro Mennea.